# Quattro Giorni di Dunkerque 1961
La Quattro Giorni di Dunkerque 1961, settima edizione della corsa, si svolse dall'11 al 14 maggio su un percorso di 785 km ripartiti in 4 tappe (la prima suddivisa in due semitappe), con partenza e arrivo a Dunkerque. Fu vinta dall'olandese Ab Geldermans della Saint-Raphaël davanti ai francesi Raymond Poulidor e Pierre Beuffeuil.

## Tappe
| Tappa  | Data      | Percorso                                | km  | Vincitore di tappa | Leader cl. generale |
| ------ | --------- | --------------------------------------- | --- | ------------------ | ------------------- |
| 1ª-1ª  | 11 maggio | Dunkerque > Dunkerque                   | 118 | Ottorino Benedetti | Ottorino Benedetti  |
| 1ª-2ª  | 11 maggio | Dunkerque > Dunkerque (cron. a squadre) | 53  | Saint-Raphaël      | Bas Maliepaard      |
| 2ª     | 12 maggio | Dunkerque > Dunkerque                   | 229 | Seamus Elliott     | Bas Maliepaard      |
| 3ª     | 13 maggio | Dunkerque > Dunkerque                   | 199 | Joseph Groussard   | Ab Geldermans       |
| 4ª     | 14 maggio | Dunkerque > Dunkerque                   | 186 | Jean Stablinski    | Ab Geldermans       |
| Totale | Totale    | Totale                                  | 785 |                    |                     |

## Dettagli delle tappe

### 1ª tappa - 1ª semitappa
- 11 maggio: Dunkerque > Dunkerque – 118 km

| Pos. | Corridore          | Squadra | Tempo    |
| ---- | ------------------ | ------- | -------- |
| 1    | Ottorino Benedetti | Ignis   | 3h03'57" |
| 2    | Gilbert Desmet     | Carpano | s.t.     |
| 3    | Frans Aerenhouts   | Mercier | s.t.     |

| Pos. | Corridore          | Squadra | Tempo |
| ---- | ------------------ | ------- | ----- |
| 1    | Ottorino Benedetti | Ignis   |       |

### 1ª tappa - 2ª semitappa
- 11 maggio: Dunkerque > Dunkerque (cron. a squadre) – 53 km

| Pos. | Squadra                 | Tempo |
| ---- | ----------------------- | ----- |
| 1    | Saint-Raphaël           |       |
| 2    | Mercier-BP-Hutchinson   | s.t.  |
| 3    | Liberia-Grammont-Wolber | s.t.  |

| Pos. | Corridore      | Squadra       | Tempo |
| ---- | -------------- | ------------- | ----- |
| 1    | Bas Maliepaard | Saint-Raphaël |       |

### 2ª tappa
- 12 maggio: Dunkerque > Dunkerque – 229 km

| Pos. | Corridore      | Squadra       | Tempo    |
| ---- | -------------- | ------------- | -------- |
| 1    | Seamus Elliott | Helyett       | 6h15'40" |
| 2    | Jean Forestier | Alcyon-Leroux | s.t.     |
| 3    | Bas Maliepaard | Saint-Raphaël | a 14"    |

| Pos. | Corridore      | Squadra       | Tempo |
| ---- | -------------- | ------------- | ----- |
| 1    | Bas Maliepaard | Saint-Raphaël |       |

### 3ª tappa
- 13 maggio: Dunkerque > Dunkerque – 199 km

| Pos. | Corridore        | Squadra       | Tempo    |
| ---- | ---------------- | ------------- | -------- |
| 1    | Joseph Groussard | Alcyon-Leroux | 5h18'17" |
| 2    | Pierre Beuffeuil | Mercier       | s.t.     |
| 3    | Rolf Wolfshohl   | Peugeot       | s.t.     |

| Pos. | Corridore     | Squadra       | Tempo |
| ---- | ------------- | ------------- | ----- |
| 1    | Ab Geldermans | Saint-Raphaël |       |

### 4ª tappa
- 14 maggio: Dunkerque > Dunkerque – 186 km

| Pos. | Corridore       | Squadra | Tempo    |
| ---- | --------------- | ------- | -------- |
| 1    | Jean Stablinski | Helyett | 4h42'17" |
| 2    | Joseph Wasko    | Mercier | s.t.     |
| 3    | Brian Robinson  | Rapha   | s.t.     |

| Pos. | Corridore        | Squadra       | Tempo     |
| ---- | ---------------- | ------------- | --------- |
| 1    | Ab Geldermans    | Saint-Raphaël | 20h34'15" |
| 2    | Raymond Poulidor | Mercier       | a 1'02"   |
| 3    | Pierre Beuffeuil | Mercier       | a 2'10"   |

## Classifiche finali

### Classifica generale
| Pos. | Corridore        | Squadra                 | Tempo     |
| ---- | ---------------- | ----------------------- | --------- |
| 1    | Ab Geldermans    | Saint-Raphaël           | 20h34'15" |
| 2    | Raymond Poulidor | Mercier-BP-Hutchinson   | a 1'02"   |
| 3    | Pierre Beuffeuil | Mercier-BP-Hutchinson   | a 2'10"   |
| 4    | Rolf Wolfshohl   | Peugeot-BP-Dunlop       | a 2'55"   |
| 5    | Joseph Groussard | Alcyon-Leroux           | a 3'04"   |
| 6    | Jo de Haan       | Saint-Raphaël           | a 3'30"   |
| 7    | Jozef Schils     | Mercier-BP-Hutchinson   | a 4'33"   |
| 8    | Bas Maliepaard   | Saint-Raphaël           | a 5'57"   |
| 9    | Marc Huiart      | Liberia-Grammont-Wolber | a 6'21"   |
| 10   | Jean Forestier   | Alcyon-Leroux           | a 6'22"   |